# ذباباوات الروث
ذباباوات الروث (الاسم العلمي: Scopeumatinae) هي أسرة من الحشرات تتبع فصيلة ذباب الروث من رتبة الذوات الجناحين.

## أجناس
- ذباب الروث (الاسم العلمي: Scathophaga)
- (الاسم العلمي: Acanthocnema)
- (الاسم العلمي: Acerocnema)
- (الاسم العلمي: Allomyella)
- (الاسم العلمي: Brooksiella)
- (الاسم العلمي: Bucephalina)
- (الاسم العلمي: Ceratinostoma)
- (الاسم العلمي: Chaetosa)
- (الاسم العلمي: Cordilura)
- (الاسم العلمي: Cordylurella)
- (الاسم العلمي: Cosmetopus)
- (الاسم العلمي: Dromogaster)
- (الاسم العلمي: Ernoneura)
- (الاسم العلمي: Gimnomera)
- (الاسم العلمي: Gonarcticus)
- (الاسم العلمي: Gonatherus)
- (الاسم العلمي: Huckettia)
- (الاسم العلمي: Hydromyza)
- (الاسم العلمي: Megaphthalma)
- (الاسم العلمي: Megaphthalmoides)
- (الاسم العلمي: Microprosopa)
- (الاسم العلمي: Nanna)
- (الاسم العلمي: Neorthacheta)
- (الاسم العلمي: Norellisoma)
- (الاسم العلمي: Okeniella)
- (الاسم العلمي: Orthacheta)
- (الاسم العلمي: Peratomyia)
- (الاسم العلمي: Pleurochaetella)
- (الاسم العلمي: Pogonota)
- (الاسم العلمي: Spaziphora)
- (الاسم العلمي: Staegeria)
- (الاسم العلمي: Synchysa)
- (الاسم العلمي: Trichopalpus)
- (الاسم العلمي: Scathophaga)
- (الاسم العلمي: Spaziphora)
- (الاسم العلمي: Staegeria)
- (الاسم العلمي: Synchysa)
- (الاسم العلمي: Trichopalpus)